# Andrena zionensis
Andrena zionensis är en biart som beskrevs av Laberge 1973. Andrena zionensis ingår i släktet sandbin, och familjen grävbin. Inga underarter finns listade i Catalogue of Life.